# RAC 3D
Das RAC 3D (Thomson RTS-2025) ist ein 3D-Radargerät von Thomson-CSF und wurde zur Luftraumüberwachung, Vorwarnung und Leitung von Fliegerabwehrwaffen entwickelt. Es kann bis zu einer Entfernung von 100 km auch kleine und tief fliegende Luftfahrzeuge, auch unter schwierigen Clutter- oder Jamming-Bedingungen detektieren. Es verwendet eine 3D-Phased-Array-Antenne und Pulskompression.
Zurzeit (Stand 2007) sind drei verschiedene Versionen im Einsatz:
- Eine zwei-Shelter Variante in der Dänischen Armee zur Leitung der Boden-Luft Lenkwaffe „Stinger“.
- Eine ein-Shelter Variante als Zielzuweisungsradar „Flamingo“ im österreichischen Bundesheer zur Leitung der Boden-Luft Lenkwaffe „Mistral“.
- Eine ein-Shelter Variante als Tieffliegererfassungsradar im österreichischen Bundesheer zur Luftraumüberwachung.

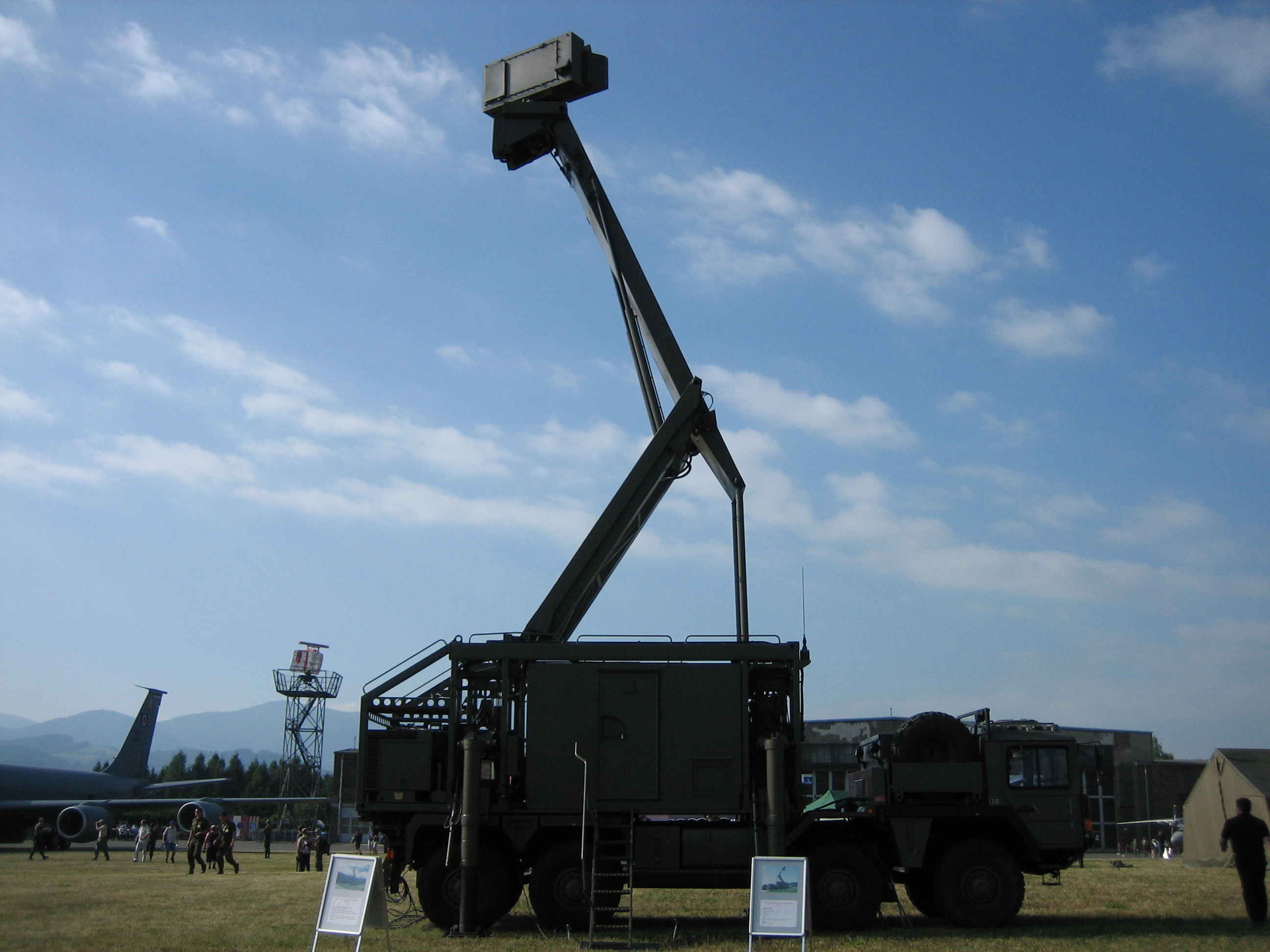
Das RAC 3D der österreichischen Luftwaffe

Das Zielzuweisungsradar „Flamingo“ erfüllt folgende Aufgaben:
- Luftraumüberwachung bis zu 80 km
- Erfassung und Identifizierung von Luftfahrzeugen
- Bedrohungsbewertung
- Zielzuweisung für bis zu 12 „Mistral“- oder Kanonenfeuereinheiten

Das Tieffliegererfassungsradar erfüllt folgende Aufgaben:
- Luftraumüberwachung bis zu 100 km
- Erfassung und Identifizierung von Luftfahrzeugen
- Übermittlung der Daten an das übergeordnete Luftraumüberwachungssystem[1]

Technische Daten der Ein-Shelter Variante:
| Masse:    | 26 t  |
| Länge:    | 10 m  |
| Breite:   | 2,5 m |
| Höhe:     | 4,5 m |
| Masthöhe: | 13 m  |

## Quelle
RAC 3D „Flamingo“ https://www.radartutorial.eu/19.kartei/04.battle/karte005.de.html